# Rath (Gemeinde Kematen)
Rath ist eine Ortschaft der Gemeinde Kematen an der Krems in Oberösterreich.
Die Ortschaft befindet sich südwestlich von Kematen auf einem Ausläufer des Schachenwaldes und besteht aus zahlreichen Vierkanthöfen.